# Italo De Zan
Italo De Zan (* 1. Juli 1925 in San Fior; † 9. März 2020 in Treviso) war ein italienischer Radrennfahrer.

## Sportliche Laufbahn
De Zan war im Straßenradsport aktiv. Von 1946 bis 1952 war er Berufsfahrer. 1946 gewann er die Eintagesrennen Coppa del Re und Mailand–Rapallo, 1947 Mailand–Turin, 1948 eine Etappe im Giro d’Italia, 1949 Sassari–Cagliari. 
Zweiter wurde er 1948 in der Coppa Placci und bei Mailand–Turin, Dritter 1946 in der italienischen Straßenmeisterschaft, 1947 in der Lombardei-Rundfahrt, im Giro della Romagna 1948 und bei Mailand–Turin 1949. 1949 wurde er Vierter bei Mailand–Sanremo. 
Im Giro d’Italia 1948 wurde er 28. De Zan war eng mit Fausto Coppi und Gino Bartali befreundet.